# Park Falls
Park Falls – miasto w Stanach Zjednoczonych, w stanie Wisconsin, w hrabstwie Price.